# Sphericaleyrodes bambusae
Sphericaleyrodes bambusae es un hemíptero de la familia Aleyrodidae, con una subfamilia: Aleyrodinae.
Fue descrita científicamente por primera vez por Selvakumaran & David en 1996.